# Alfred Amiguet
Alfred Amiguet (Ormont-Dessous, 11 april 1885 - Genève, 27 april 1963) was een Zwitserse journalist, communist en anarchist.

## Biografie
Alfred Amiguet was een zoon van François Amiguet en van Caroline Gasser. Hij was gehuwd met Emma Nallet. Aanvankelijk was hij aan de slag als schilder en elektricien. Hij was een militant anarchist en woonde tot 1907 in Lausanne, vervolgens in Vevey, daarna weerom in Lausanne en uiteindelijk in Genève. Hij speelde een actieve rol in de algemene staking van 1907 in Vevey en werd tussen 1907 en 1908 meermaals veroordeeld voor smaad aan de overheden. Van 1911 tot 1913 was hij uitgever en vanaf 1914 redacteur van de Voix du Peuple. Daarnaast werkte hij tot 1949 voor de anarcho-communistische krant Le Réveil Anarchiste. Hij was bevriend met Louis Bertoni.
- Historisch woordenboek van Zwitserland: 022731